# Samoa Association of Sports and National Olympic Committee
Die Samoa Association of Sports and National Olympic Committee ist das Nationale Olympische Komitee von Samoa.

## Geschichte
Das Nationale Olympische Komitee wurde 1983 gegründet und im selben Jahr vom Internationalen Olympischen Komitee anerkannt.